# V. Sándor (ellenpápa)
V. Sándor (1339 – 1410. május 3.) néven lépett fel a katolikus egyház történetének harmincnegyedik ellenpápája. Sándor hetvenes éveiben járt már amikor Pisában megválasztották egyházfővé. Az avignoni XIII. Benedek és a római XII. Gergely mellett ő lett egyidőben a harmadik pápa, aki jogot formált Szent Péter egy és osztatlan trónjára. Az 1408-ban összeülő pisai zsinaton mindkét addigi egyházfő bíborosainak nagy része részt vett, és együtt döntöttek úgy, hogy az egyházszakadás felszámolásához mindkét pápát meg kell fosztani hatalmától. Miután a pisai zsinat ezt megtette Sándort választották meg igazi vezetőjüknek. De a zsinatot egyik pápa sem ismerte el, de ami fontosabb világi hatalom sem állt az egyházi döntések mögött. Ezért nem csoda, hogy a rövid pontifikátus előtt álló Sándor nem tudott csodát tenni.

## Élete és pályafutása a pisai zsinatig
Eredetileg 1339 körül született Kréta szigetén Pietro Philargi avagy Pietro di Candia néven. Sem szüleiről, sem rokonairól vagy más gyökereiről nem maradt fenn forrás, de a legtöbb krónika szinte meseszerűen írja le Pietro élettörténetét. Ez alapján a gyermek Pietro koldusként könyörgött a napi betevőért Kréta városaiban, amikor egy kapucinus szerzetes megsajnálta, és magához vette. Pár hónapon keresztül oktatta, majd a szigeten működő ferencesek közé adta be. A szerzetesi élet biztosította akkoriban a tisztes megélhetést, még ha szegény sorból is származott a jelentkező. Pietro azonban nem volt átlagos képességű szerzetes. Belépése után nem sokkal a kolostor vezetői felismerték kivételes tehetségét és évek múltán úgy döntöttek, hogy a rend javát szolgálná, ha Pietrót elküldenék Európa legnagyobb egyetemeire továbbtanulni. Először Itáliába ment, majd később tanult az Oxfordi Egyetemen és a Párizsi Egyetemen is. Itt végezte el tanulmányait, és doktori címet kapott, és professzorként illetve íróként Párizsban maradt és oktatott az egyetemen. Kiváló munkáit is ekkor írta, amelyek leginkább teológiai témájú művek magyarázatai voltak.

Párizsban lakott akkor is, amikor a pápai udvar visszatért Avignonból Rómába, majd XI. Gergely halála után kettészakadt az egyház. A keresztény világot megrázó esemény az egyetemen vitákat gerjesztett, és Pietro VI. Orbán pápa mellett állt ki a később Fondiban megtett VII. Kelemennel szemben. A franciák által támogatott Kelemen hamarosan Avignonba költözött, Pietro pedig jobbnak látta Orbán-párti nézeteivel Itáliába utazni. Milánóban Gian Galeazzo Visconti herceg udvarában állást is kapott, és a herceg gyermekeinek oktatója lett. Később a Viscontiak fontos diplomáciai küldetéseket is rábíztak. A milánói herceg nem titkolta elégedettségét, és befolyására 1386-ban Piacenza püspökévé szentelték fel az egykori koldust. 1387-ben Vicenza, majd 1389-ben Novara püspöki székét is elfoglalhatta. 1402-ben pedig Milánó érseki rangját szerezte meg. A római pápák is jó kapcsolatot tartottak fenn Pietroval, és VII. Ince pápa a Viscontiak támogatásának megnyeréséért 1405-ben bíborosi rangra emelte Pietrót, majd kinevezte lombardiai pápai legátusnak.
Philargi bíboros rangját inkább köszönhette a Viscontiaknak, mint a római pápának, ezért helyzete különleges volt az itáliai bíborosi karban. Nem feltétlen tartozott a római pápák körébe, és éppen ezért ő volt az egyik legfontosabb itáliai szószólója a párizsi egyetem tanainak. Az egyetem ugyanis egy egyetemes zsinat összehívásában látta a skizma feloldásának lehetőségét, ahol mindkét pápát lemondatják, és helyükre az egyesült bíborosok választanak egyházfőt, akit mindenki elismer. Philargi bíboros a Vatikánban is többször kifejtette nézeteit, amiért hamar megromlott viszonya XII. Gergellyel, de a római kardinálisok közül sokan támogatták az egyetem kezdeményezéseit. Ugyanígy reagált XIII. Benedek, avignoni egyházfő is, ezért a bíborosi kar mindkét pápától lassan eltávolodott, és elkezdte szervezni a zsinatot, amelyet 1409-re hirdettek meg. Pietro igyekezett Rómában támogatókat toborozni a zsinat ügyének, de Gergely nem volt hajlandó elfogadni az egyetem megoldási javaslatát. Ezért Pietro levelezni kezdett IV. Henrikkel, Anglia királyával, aki Gergely támogatói között volt, hogy nyilvánítsa ki semlegességét a két pápa ügyében. Végül Henrik a canterburyi érsek nyomására beleegyezett a bíboros kérésébe. A zsinat előtt tehát minden el lett rendezve. Franciaország és Németország is az egyetem mellett álltak, de a zsinatról elfelejtették kikérni a két udvar véleményét, így később a pisai zsinatot nem ismerték el. Ettől függetlenül az egyházi gyűlés 1409. március 25-én összeült a pisai dóm épületében. A zsinatot Pietro miséjével nyitották meg, majd milánói érsekként ő elnökölt az ülésen. Nagy szerepe volt a jogi doktrínák kidolgozásában, amelyben a két hatalmon lévő pápát notórius skizmatikusoknak és eretnekeknek bélyegezték meg, majd megfosztották őket trónjuktól. A megüresedett pápai trónra a nagy számban megjelenő bíborosok új egyházfőt választottak, méghozzá a zsinat vezetőjének személyében. 1409. június 26-án Pietrót pápává választották, aki felvette az V. Sándor uralkodói nevet.

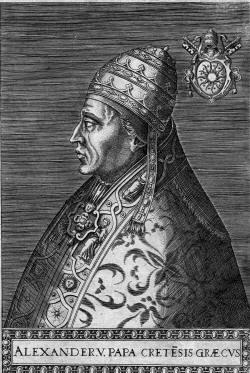
V. Sándor ellenpápa

## Az egyház pápája
Sándor megválasztása után pápai minőségében állt a pisai zsinat élére, és a végszókat ő mondta ki a gyűlés végén. Mindenekelőtt pápai hatalmával megerősítette és elismerte a zsinat döntéseit, a két pápa ellen felhozott vádak alapján kiközösítette Benedeket és Gergelyt is. Azzal zárta le a zsinatot, hogy egy három év múlva összehívandó gyűlés feladata lesz az egyházi reformok kidolgozása. Az új egyházfő személyének hatalmas tekintélye volt az egyházon belül. A történelmi feljegyzések alapján úgy hét bíboros maradt távol a zsinattól, de huszonnégy ismerte el Sándort legitim egyházfőnek. A püspökök, egyetemek és szerzetesrendek is Sándor mellett álltak ki. Az új egyházfő is tisztában volt azzal, hogy Lombardián kívül nincs világi hatalom, amely támogatná pápaságát, ezért igyekezett felvenni a diplomáciai kapcsolatokat. A nápolyi hatalom alatt álló Rómával kudarcot vallott a kapcsolatfelvétel, de reményre adott okot, hogy a legtöbb európai udvar pozitívan állt Sándorhoz. Az új egyházfő udvarát Bolognában rendezte be, ahol egyik legbelsőbb tanácsadójával, Baldassare Cossa bíborossal több reformot is előkészítettek. Az egyházi bevételek megtisztítása érdekében több álszentnek vélt bevételi forrást és adót semmisnek nyilvánítottak és a kánoni választásokat is helyreállították volna az egyházmegyékben. De a tervek csak a bolognai palota falain belül keltek szárnyra. Sándor több rendelettel is támogatta a koldulórendeket, de rövid uralkodása alatt is nyilvánvalóvá vált, hogy inkább egy hatalom nélküli harmadik pápát sikerült kreálnia a pisai zsinatnak, mint megoldani a skizma kérdését. Többen megkérdőjelezték legitimitását is, de Sándor hamarosan meghalt. 1410. május 3-án váratlanul halt meg a pisai egyházfő, akinek halálát Baldassare Cossa bíboros számlájára írták. A nagy befolyású bíboros ugyanis Sándor halálát követően XXIII. János néven foglalta el a pápai trónt, és hatalomvágyát ismerve a krónikák nem zárták ki, hogy ő mérgezte meg Sándort.
V. Sándor legitimitása mind a mai napig vitatott az egyháztörténészek között. Az 1906-ban született hivatalos vatikáni feljegyzések Sándort még pápaként nevezték meg, aki XII. Gergely lemondatása után foglalta el a pápai trónt. A pisai zsinaton jelenlévő  bíborosok és más prelátusok nagy száma törvényessé tehette Sándor megválasztását. De a kánonjog alapján a pápa felett csak Isten ítélkezhet, és ha önmaga nem mond le a trónról, akkor minden ellene választott egyházfő illegitim. Ezek szerint V. Sándor ellenpápa volt, és ez alapján ma a hivatalos vatikáni listákon is így szerepel. Síremléke a bolognai ferences templomban látható.